# Le Rayon mortel
Pour le film de George Ridgwell, voir The Eleventh Hour (film, 1922).
Pour plus de détails, voir Fiche technique et Distribution.
Le Rayon mortel (titre original : The Eleventh Hour) est un film muet américain réalisé par Bernard J. Durning, sorti en 1923. 

## Synopsis
Stefan de Bernie, un prince dément et diabolique souhaite conquérir le monde en complotant pour obtenir un nouvel explosif construit dans une usine appartenant à Barbara Hackett. 

## Fiche technique
- Titre original : The Eleventh Hour
- Réalisation : Bernard J. Durning
- Scénario : Louis Sherwin d'après la pièce de Lincoln J. Carter
- Directeur de la photographie : Don Short
- Pays : États-Unis
- Son : muet
- Couleur : noir et blanc
- Format : 1.33 : 1
- Date de sortie : 
  -  États-Unis : 20 juillet 1923

## Distribution
- Shirley Mason : Barbara Hackett
- Charles Jones : Brick McDonald
- Richard Tucker : Herbert Glenville
- Alan Hale : Prince Stefan de Bernie
- Walter McGrail : Dick Manley
- June Elvidge : Estelle Hackett
- Fred Kelsey	: Commandant du sous-marin
- Nigel De Brulier : Mordecai Newman
- Fred Kohler : l'oncle de Barbara
- Bernard Siegel : non crédité